# 口細鋤蛇鰻
口細鋤蛇鰻，為輻鰭魚綱鰻鱺目糯鰻亞目蛇鰻科的其中一種，分布於西印度洋的南非海域，棲息深度可達20公尺，體長可達43.8公分，棲息在沙底質海域，為底棲性魚類，屬肉食性，生活習性不明。

## 擴展閱讀
維基物種上的相關：口細鋤蛇鰻